# Liste der Monuments historiques in Boofzheim
Die Liste der Monuments historiques in Boofzheim führt die Monuments historiques in der französischen Gemeinde Boofzheim auf.

## Liste der Bauwerke
| Bezeichnung       | Beschreibung                                                                              | Standort             | Kennzeichnung | Schutzstatus | Datum | Bild           |
| ----------------- | ----------------------------------------------------------------------------------------- | -------------------- | ------------- | ------------ | ----- | -------------- |
| Kirche St-Etienne | Renaissance-Portal der Sakristei, 1519; drei Grabsteine der Familie Mueg, 17. Jahrhundert | Rue de Rhinau (Lage) | PA00084637    | Inscrit      | 1935  | weitere Bilder |

## Liste der Objekte
| Bezeichnung                              | Beschreibung                                   | Standort                        | Kennzeichnung | Schutzstatus | Datum | Bild |
| ---------------------------------------- | ---------------------------------------------- | ------------------------------- | ------------- | ------------ | ----- | ---- |
| Gemälde Verklärung des heiligen Stephans | Ölfarbe auf Leinwand, 1785, von Joseph Melling | in der Kirche St-Etienne (Lage) | PM67000029    | Classé       | 1979  |      |